# Nepenthes thai
Nepenthes thai, biljka mesožderka iz porodice Nepenthaceae. Endemska je vrsta vrčastog grma s Malajskog poluotoka u Tajlandu
Penjačica, može narasti od 3 do 5 metara dužine.